# Oleksandr Horschkowosow
Oleksandr Olehowytsch Horschkowosow (ukrainisch Олександр Олегович Горшковозов; * 18. Juli 1991 in Luhansk) ist ein ukrainischer Wasserspringer und zweifacher Olympionike (2012, 2016). Er startet in der Disziplin 10-m-Turmspringen in Einzel- und zusammen mit Olexandr Bondar in Synchronwettbewerben.

## Werdegang
Horschkowosow gewann bei den Europameisterschaften 2009 in Turin im 10-m-Synchronwettbewerb mit der Bronzemedaille seine erste internationale Medaille. Zwei Jahre später erreichte er bei den Europameisterschaften abermals in Turin im gleichen Wettbewerb die Silbermedaille. Zusammen mit Olena Fedorowa gewann er außerdem Bronze im Teamwettbewerb.
Horschkowosow nahm bislang an drei Schwimmweltmeisterschaften teil, 2007 in Melbourne wurde er Fünfter und 2009 in Rom Zwölfter, jeweils im 10-m-Synchronwettbewerb. Im gleichen Wettbewerb gewann er 2011 in Shanghai mit Bondar die Bronzemedaille. Aufgrund einer Verletzung von Illja Kwascha sprang er auch mit dessen Partner Oleksij Pryhorow im 3-m-Synchronspringen und errang Rang sechs.
2006 wurde er im 3-m-Kunstspringen Junioren-Europameister und im Turmspringen bei den Juniorenweltmeisterschaften Dritter.
In London bei den Schwimmeuropameisterschaften 2016 belegte er den dritten Rang vom 3-m-Brett im Synchronspringen zusammen mit Illja Kwascha.